# Валдир Боккардо
Валдир Боккардо (порт. Waldyr Boccardo, 28 січня 1936 — 18 листопада 2018) — бразильський баскетболіст.
Бронзовий призер Олімпійських Ігор 1960 року.
Чемпіон світу 1959 року.